# Autorité finlandaise de surveillance financière
L'Autorité finlandaise de surveillance financière (finnois : Finanssivalvonta, sigle FIN-FSA) est l'autorité finlandaise de surveillance financière du gouvernement finlandais chargée de réglementer les marchés financiers en Finlande.

## Histoire
L'Autorité de surveillance financière (FIN-FSA) est créée le 1er janvier 2009, par la fusion de l'ancienne Autorité de surveillance financière et de l'Autorité de surveillance des assurances. 
FIN-FSA fonctionne en relation avec la Banque de Finlande. Le prédécesseur de l'Autorité de surveillance financière était l'Office de surveillance financière (finnois : Rahoitustarkastuslaitos).